# Zermatt
Zermatt (anciennement en français Praborgne) est une commune suisse du canton du Valais, située dans le district de Viège. Il s'agit de l'une des stations de ski les plus réputées de Suisse et d'Europe, notamment en raison de l'altitude et de l'étendue de son domaine skiable, le plus haut d'Europe et l'un des plus grands d'Europe, et de sa contiguïté avec plusieurs des plus hauts sommets d'Europe, notamment le Cervin (Matterhorn), le Liskamm, la pointe Dufour, la dent Blanche et le Weisshorn.

## Géographie

### Situation

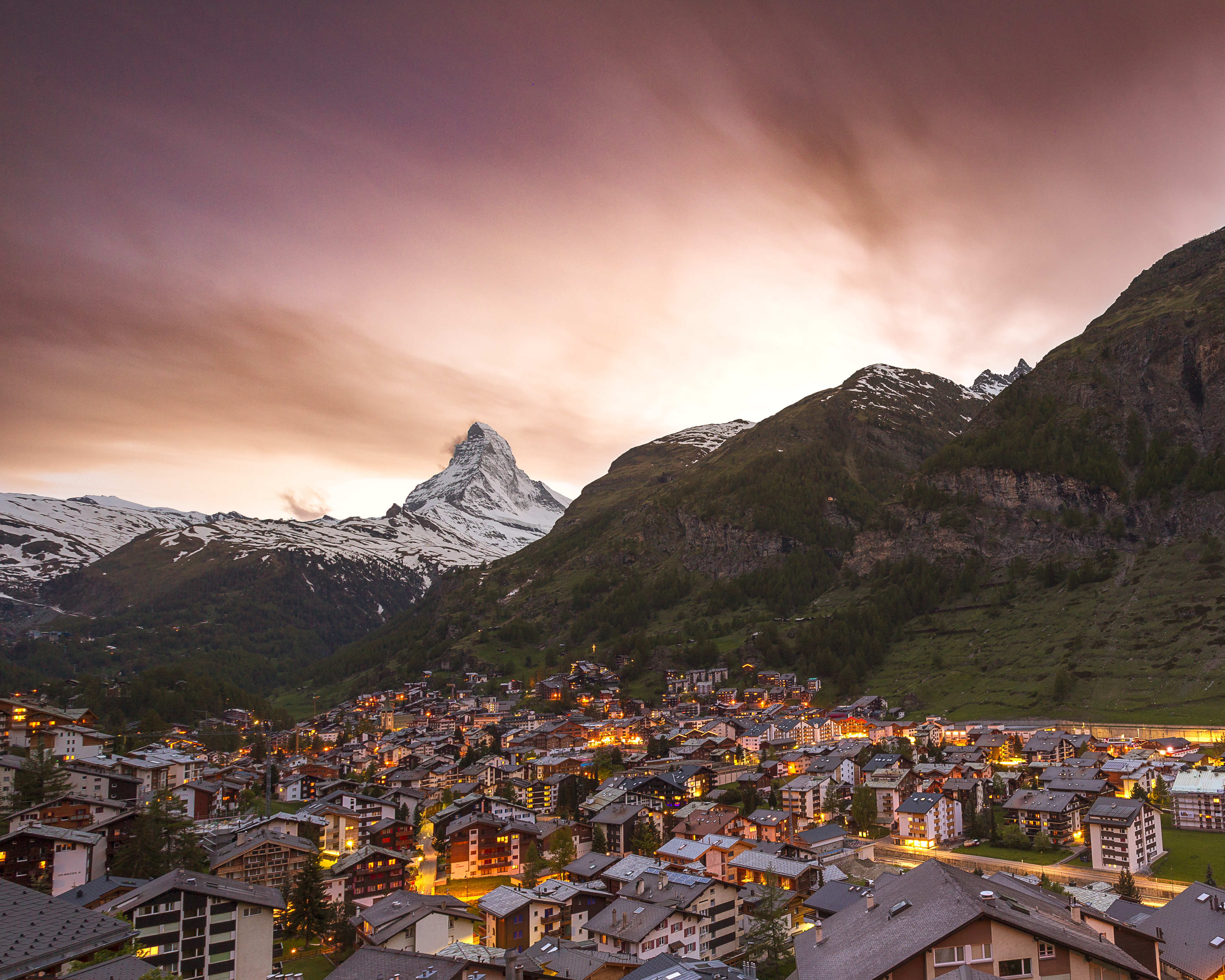
Zermatt et le Cervin en 2021.

Zermatt se situe au fond de la vallée du Mattertal, au pied du Cervin, à une altitude de 1 620 m, dans le Haut-Valais, la partie alémanique du canton. Le territoire de la commune jouxte l'Italie. C'est une station de ski qui offre un domaine skiable de 350 km de pistes au total, et culminant à 3 883 m (Zermatt Bergbahnen), ainsi qu'un important centre d'alpinisme et d'escalade.
La région de Zermatt abrite les plus hauts sommets de Suisse, dont 38 des 54 sommets suisses situés au-delà de 4 000 mètres. Certains des plus connus sont le mont Rose (4 634 m), le Dom des Mischabel (4 545 m), le Liskamm (4 533 m), le Weisshorn (4 506 m) et le Cervin (4 478 m). Le Cervin est l'emblème de Zermatt. La région abrite également un grand nombre de glaciers dans les vallons et sur les hauts sommets des alentours, tels que le glacier du Gorner, glacier de Findelen ou le glacier de Zmutt. Après le glacier d'Aletsch, il s'agit de la deuxième plus vaste zone couverte par les glaces des Alpes.
La principale rivière de la vallée, la Matter Vispa, traverse la commune.
Zermatt est le point de départ de la Haute Route, itinéraire reliant Chamonix en France, et aussi de la patrouille des glaciers.

### Climat
La température moyenne annuelle est de +3,5 °C à la station de sports d'hiver de Zermatt contre +9,2 °C à Sion située 1 156 mètres plus bas en raison de la déperdition de chaleur avec l'altitude. On y compte 182,2 jours par an de gel (la température minimale est inférieure à 0 °C). La température maximale y est inférieure à 0 °C en moyenne 51,7 jours par an et supérieure à +25 °C 4,4 jours par an. La pluviométrie annuelle y est de seulement 611 mm en raison de la situation d'abri au fond d'une vallée profondément encaissée dont elle bénéficie. La limite haute de la forêt est située à environ 2 200 m, soit l'une des altitudes les plus élevées d'Europe du Sud et centrale.
| Mois                              | jan. | fév. | mars | avril | mai  | juin | jui. | août | sep. | oct. | nov. | déc. | année |
| --------------------------------- | ---- | ---- | ---- | ----- | ---- | ---- | ---- | ---- | ---- | ---- | ---- | ---- | ----- |
| Température minimale moyenne (°C) | −8,4 | −7,8 | −5,5 | −2,2  | 2,1  | 4,8  | 6,8  | 6,7  | 4,2  | 0,7  | −4   | −7,1 | −0,8  |
| Température moyenne (°C)          | −4,8 | −4   | −1,5 | 2     | 6,7  | 10   | 12,5 | 11,7 | 9    | 4,8  | −0,8 | −3,8 | 3,5   |
| Température maximale moyenne (°C) | 0,2  | 1,3  | 3,7  | 7,3   | 12,1 | 15,6 | 18,9 | 17,9 | 15,4 | 11,2 | 4,6  | 1,1  | 9,1   |
| Précipitations (mm)               | 43   | 46   | 49   | 50    | 61   | 56   | 47   | 60   | 41   | 55   | 55   | 49   | 612   |

### Accès

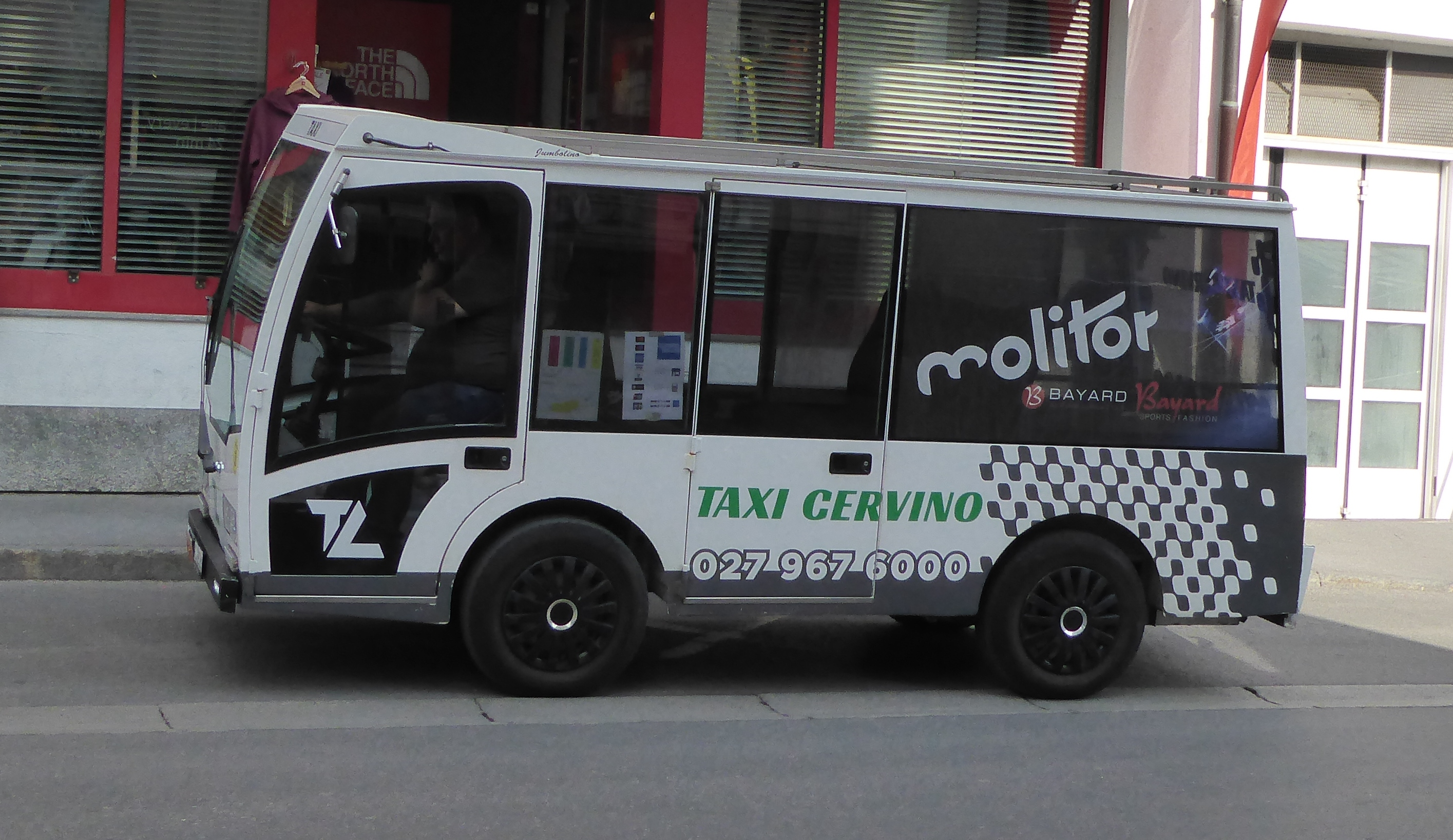
Zermatt est desservi par des voiturettes électriques.

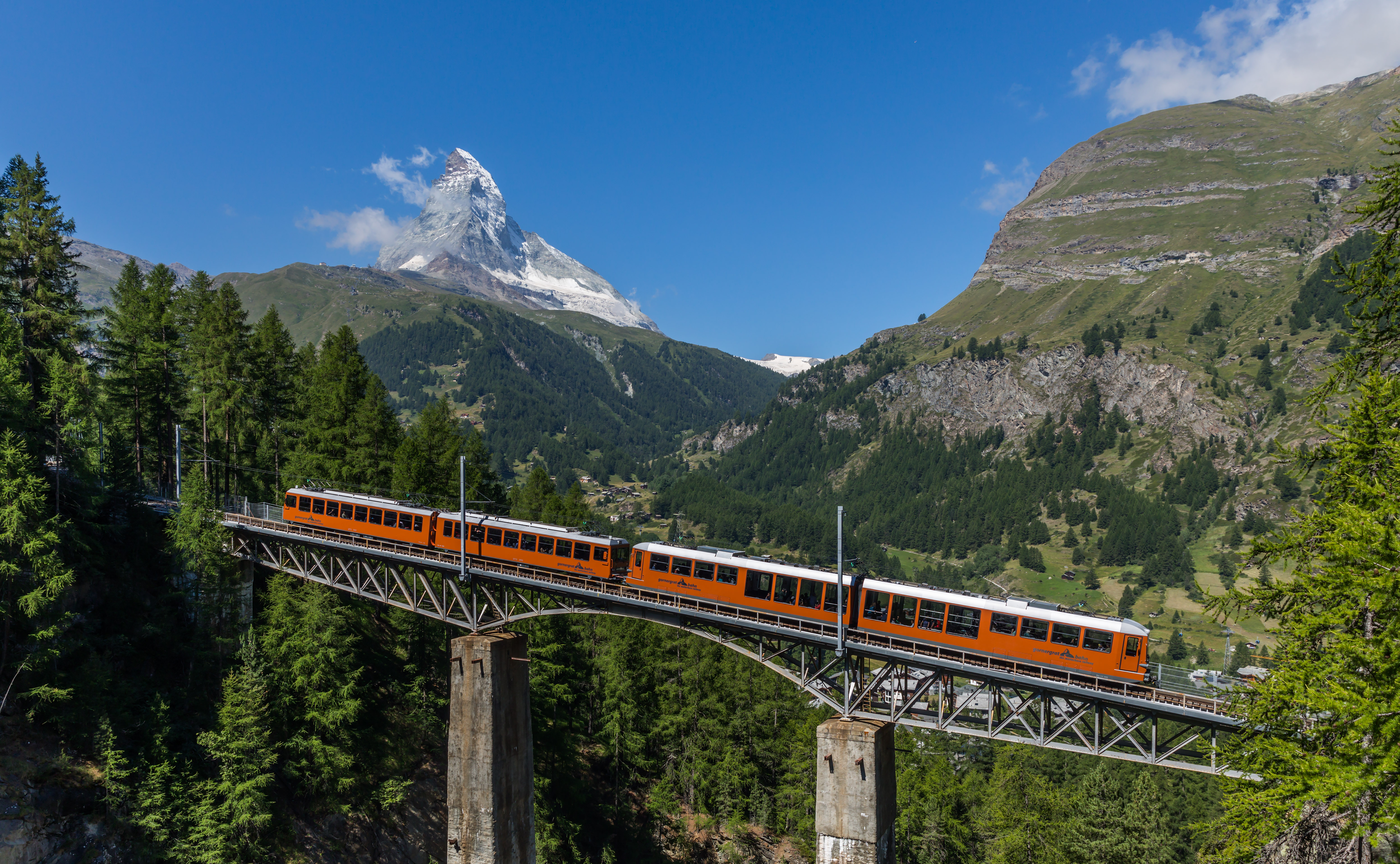
Le pont ferroviaire Findelbach à Zermatt. La montagne qui se détache dans le ciel au-dessus du train est le Cervin. Juillet 2022.

Zermatt est reliée sur 33 km par une ligne de chemin de fer à Viège (Visp) et à Brigue (Brig), en passant par la commune de Täsch qui constitue le terminus pour les véhicules de touristes. Täsch est dotée de nombreux parkings payants, où les visiteurs laissent leur voiture le temps de leur séjour et continuent ensuite — le cas échéant avec valises et équipement de ski — par le train payant jusqu'au centre de Zermatt. Ce trajet dure 12 minutes, avec des trains partant toutes les 20 minutes. Cette ligne ferroviaire est aussi le point de départ du train touristique Glacier Express qui traverse la Suisse en 7 h 30 jusque dans le canton des Grisons et les stations de Davos et Saint Moritz.

## Aménagement du territoire

### Gestion du territoire
La commune est très densément bâtie. Elle compte trois rues principales qui longent les berges de la rivière, et de nombreuses petites rues perpendiculaires. La gare et l'église constituent le centre de la station. Il est possible d'atteindre chaque extrémité de la commune en maximum 30 minutes de marche à pied. Le quartier de Winkelmatten est situé légèrement sur les hauteurs au sud de Zermatt. Steinmatten est quant à lui situé à l'est de la commune. Quelques hameaux sont situés dans les vallées alentour, toutefois ils ne sont généralement pas habités toute l'année. Il s'agit notamment de Zum See (1 766 m), Zmutt (1 936 m), Findeln (2 051 m) et Riffelalp (2 222 m).
Le territoire de Zermatt s'étend sur 242,69 km2. Lors du relevé de 2013-2018, les surfaces d'habitations et d'infrastructures représentaient 0,8 % de sa superficie, les surfaces agricoles 9,4 %, les surfaces boisées 4,6 % et les surfaces improductives 85,2 %. Zermatt est la quatrième commune la plus vaste de Suisse.

### Préservation de l'aspect
Le village a su garder son aspect typique de village valaisan de montagne, par des règles d'urbanisme et de construction très strictes, préservant, entre autres, ses raccards.
Il est en particulier interdit aux automobiles, afin d'éviter la pollution de l'air qui pourrait perturber la vue depuis la commune en direction du Cervin. Cette décision fut confirmée par le vote par les habitants, en 1972 puis de nouveau en 1986.
Les automobiles peuvent être stationnées au village de Täsch, qui offre un parking couvert de 2 000 places, et encore 900 places gérées par des investisseurs locaux proposant une offre de taxi. Seules les voitures électriques sont autorisées, comme à Saas Fee, à circuler dans le village à une vitesse maximale de 20 km/h. Cela inclut de nombreux taxis faisant notamment la navette entre la gare ferroviaire et les hôtels ou les points de départ des remontées mécaniques, et encore deux lignes de bus électriques — comprises dans le prix du forfait de ski — saturées selon la saison et qui empruntent une boucle de 4,5 km.
La police cantonale est apte à délivrer aux résidents l'une des près de 500 autorisations pour l'utilisation de véhicules à moteur à combustion, sur les quartiers périphériques et aussi sur la route de 6 km qui relie Täsch. Certains véhicules, tels que pour les pompiers, les ambulances, les camions-ordures sont exceptés de cette règle.

## Toponymie
Le nom de Zermatt, de même que celui du Matterhorn (nom allemand du Cervin), provient des alpages ou matten (en allemand). Le nom de zur Matte (dans les alpages) fut d'abord employé, pour ensuite devenir Zermatt. Sa première mention écrite remonte à 1495 sur une carte, et à 1546 dans un texte.
Praborno ou Prato Borno (prato signifiant aussi alpage) sont les anciens noms en latin de Zermatt, tels que mentionnés sur des cartes datant du XIIIe siècle. Les francophones de la Vallée d'Aoste et de la partie francophone du Valais utilisèrent ce nom jusque dans les années 1860, sous sa forme Praborne ou Praborgne. La disparition progressive de Praborno au profit de Zermatt est attribuée au remplacement progressif de la population de langue latine par une communauté germanophone.
Praborgne, ancien nom romand de Zermatt (Pra Borny 1250, Pra Borno 1285), semble identique à Prés borgnes, qui, dans un document de 1734, désignait des prairies situées entre Aigle et Ollon et que l'on traduira par « prés privés de soleil ». En effet, l'adjectif borgne, en patois bornyo, borno, signifie avant tout « aveugle », puis « aveugle d'un œil », enfin « mal éclairé, sombre, obscur ». Praborgne ou Praz Borne ou Praz Borny provient plus sûrement de Pré de la Fontaine (en francoprovençal, « Fontaine » ou « Goulot » se dit « Borne », « Bornet », « Borno » ou « Borny »).

## Histoire

Photo aérienne (1964).

Plusieurs alpages d'altitude étaient déjà peuplés depuis plus de 6 000 ans. Au début de l'ère chrétienne, il n'y avait pas de glacier autour de Zermatt, permettant notamment la culture de la vigne et la production de vin. En 1280, Zermatt est mentionnée pour la première fois sous le nom de Pratabornum. C'est de cette époque qui remonte la création de la première paroisse. Au Moyen Âge, plusieurs routes commerciales passaient par le col de Saint-Théodule, en direction de l'Italie. Entre 1000 et 1300, pendant une période de réchauffement climatique, les glaces se replièrent, permettant ainsi de franchir le col libre de glaces. Quant au village de Zermatt, il ne faut pas oublier l'importance de l'année 1618, au cours de laquelle le pays a réussi à acheter sa liberté par la noble famille à laquelle il appartenait. La première auberge fut construite en 1839 avec les balbutiements du développement touristique, puis en 1852 le premier hôtel, le Monte-Rosa dirigé par Alexander Seiler. La compagnie de guides de Zermatt est créée en 1858. La première ascension du Cervin en 1865 marque le début du fort développement touristique à Zermatt. En 1891, la voie ferrée est construite entre Viège et Zermatt. C'est en 1944 que pour la première fois, les touristes deviennent plus nombreux pendant la saison hivernale qu'estivale. Un héliport est créé en 1968.
Une épidémie de fièvre typhoïde pénalise la station en 1963, contaminant au moins 430 personnes et causant trois décès. Les autorités communales ont préféré tenté d'étouffer l'affaire plutôt que d'annoncer les cas aux autorités cantonales, ce qui a favorisé la propagation de l'épidémie.

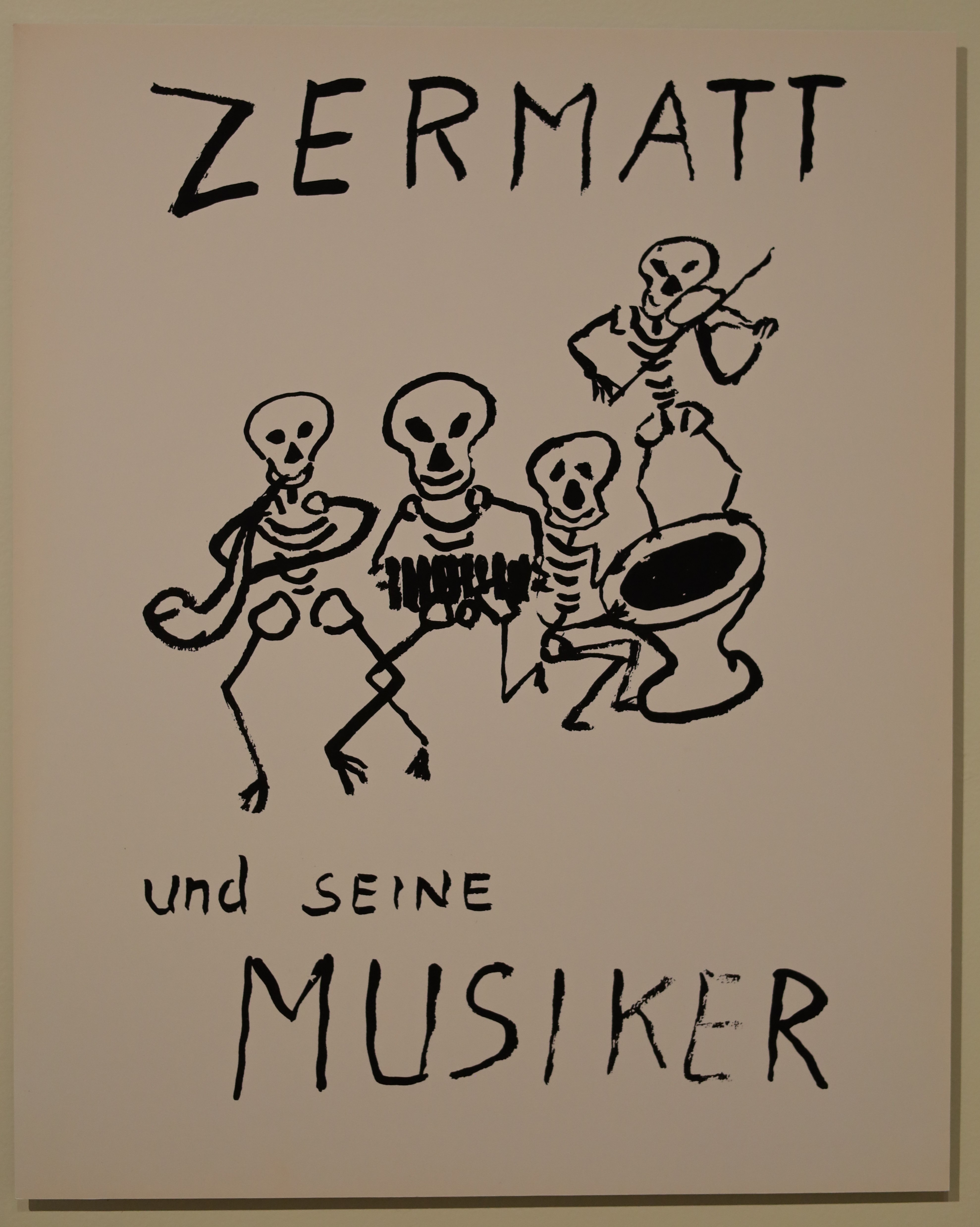
Satire de Friedrich Dürrenmatt illustrant la réaction des autorités minimisant la situation

Des touristes anglais infectés ramènent même la bactérie à Londres, ce qui donne à l’affaire des proportions considérables. Un hôpital de secours est établi dans l’école de Zermatt, l’armée est appelée en renfort, et un pont aérien permet d’évacuer 106 patients vers les hôpitaux de plaine. Cette crise sanitaire conduit en 1970 à la nouvelle loi fédérale sur les épidémies, la précédente remontant à 1886. Dans la foulée, on crée aussi le Centre suisse des salmonelles, ainsi que des laboratoires de microbiologie et des postes de médecins cantonaux dans tous les cantons,.

## Économie
Jusqu'au milieu du XIXe siècle, Zermatt vivait principalement de l'agriculture. Puis les premières tentatives d'ascension du Cervin — dans un premier temps le fait de citoyens britanniques — entraînèrent l'afflux d'alpinistes attirés par les sommets environnants, et ainsi le développement progressif du tourisme. Au XXIe siècle, Zermatt est toujours appelée la "Mecque de l'alpinisme", au même titre que La Bérarde ou Chamonix, même si Huaraz, dans la Cordillère Blanche du Pérou, a aussi reçu cette appellation,. La ville est aussi fréquentée pour la randonnée, avec 124 hôtels et de nombreux logements construits pour le tourisme, qui offrent désormais une capacité d'hébergement de 17 500 places, près de la moitié des logements de la ville étant utilisée pour héberger les touristes.
En 2008, sur 4 576 personnes actives, 52 (1,1 %) étaient employées dans le secteur primaire, 567 (12,4 %) dans le secteur secondaire pour plus des deux tiers dans la construction, et 3 957 (86,5 %) dans le secteur tertiaire. En 2000, 744 employés vivant dans une autre commune venaient travailler à Zermatt, contre 89 habitants de Zermatt qui travaillaient dans une autre commune.

## Population et société

### Démographie

#### Évolution de la population
La commune compte 6 023 habitants au 31 décembre 2023 pour une densité de population de 25 hab/km2. Sur la période 2010-2023, sa population a augmenté de 5,3 % (canton : 17,0 % ; Suisse : 9,4 %).  
En période de forte fréquentation touristique, la population peut tripler, passant à plus de 20 000 personnes.

#### Pyramide des âges
En 2023, le taux de personnes de moins de 30 ans s'élève à 30,3 %, au-dessous de la valeur cantonale (31 %). Le taux de personnes de plus de 60 ans est quant à lui de 21,4 %, alors qu'il est de 27,5 % au niveau cantonal.
La même année, la commune compte 3 122 hommes pour 2 901 femmes, soit un taux de 51,8 % d'hommes, supérieur à celui du canton (49,9 %).
| Hommes | Classe d’âge | Femmes |
| ------ | ------------ | ------ |
| 0,4    | 90 ans ou +  | 0,8    |
| 5,3    | 75 à 89 ans  | 6,8    |
| 15,2   | 60 à 74 ans  | 14,2   |
| 22,4   | 45 à 59 ans  | 23,5   |
| 26,5   | 30 à 44 ans  | 24,3   |
| 18,9   | 15 à 29 ans  | 18,9   |
| 11,3   | - de 14 ans  | 11,4   |

| Hommes | Classe d’âge | Femmes |
| ------ | ------------ | ------ |
| 0,6    | 90 ans ou +  | 1,3    |
| 8,0    | 75 à 89 ans  | 10,1   |
| 17,1   | 60 à 74 ans  | 17,9   |
| 21,0   | 45 à 59 ans  | 20,7   |
| 21,3   | 30 à 44 ans  | 20,1   |
| 17,3   | 15 à 29 ans  | 16,0   |
| 14,7   | - de 14 ans  | 14,0   |

### Langue
Zermatt est la commune la plus au sud de l'espace linguistique allemand contigu, devant Salorno. Les îles linguistiques germanophones de Gressoney et d'Issime se situent respectivement 20 km et 30 km plus au sud.
En 2000, 68,4 % de la population est de langue allemande, 12 % de langue portugaise, 7,9 % italienne, 3,8 % française.

## Politique et administration
La commune est dirigée par un conseil (Gemeinderat) de sept membres, élus pour un mandat de quatre ans. Le président est élu parmi eux. Les dernières élections ont eu lieu les 13 octobre et 10 novembre 2024.

## Culture et patrimoine

### Héraldique
| Blason | Blasonnement : De gueules au lion d'or sur trois coupeaux de sinople, accompagné en chef de deux étoiles d'argent. |

## Activités

### Randonnée
De nombreux sentiers parcourent la commune, notamment l'Europaweg (de) qui mène de Grächen à Zermatt en passant par la plus longue passerelle suspendue du monde, la passerelle suspendue Charles Kuonen.

### Alpinisme
De Zermatt, il est possible d'atteindre 38 sommets[réf. nécessaire] de plus de quatre mille mètres, incluant notamment le Matterhorn, le Mont Rose, le Weisshorn, le Dom, le Täschhorn et le Liskamm. Ils sont accessibles soit par une randonnée en montagne ou lors d'une escalade difficile offrant des défis techniques.

### Sport
Le village accueille plusieurs compétitions de montagne durant la saison d'été. Entre 1982 et 2012, le village est le point de départ de la course du Cervin, une course de montagne qui relie Zermatt au lac Noir. En 2013, la course est remplacée par le Matterhorn Ultraks, une compétition de skyrunning. Depuis 2002, le village voit également passer le marathon de Zermatt qui part de Saint-Nicolas et rejoint Riffelberg. Zermatt est le point de départ du semi-marathon qui suit le même parcours jusqu'à Riffelberg.

### Domaine skiable
Une station de sports d'hiver dotée d'un très vaste domaine skiable a été aménagée sur les pentes des montagnes entourant la commune. La première exploitation remonte à 1898 avec l'ouverture estivale de la voie ferroviaire du Gornergrat Bahn, puis à 1928 pour son exploitation hivernale deux fois par semaine. Puis depuis les années 1940, le réseau de remontées mécaniques a été graduellement élargi. Le dénivelé total du domaine atteint 2 200 m maximum, soit l'un des plus importants des Alpes. Les trois sous-domaines de Zermatt sont reliés entre eux par pistes et remontées mécaniques :
- Rothorn - Sunegga

Ce sous-domaine est accessible par un funiculaire souterrain de 1 584 m de long atteignant Sunnegga 2 228 m. Il fut lors de sa construction en 1980 le premier de ce genre en Suisse. De là part ensuite une télécabine et enfin un téléphérique, qui rejoignent le sommet du Unterrothorn (3 104 m). La station de départ du funiculaire se situe à environ 10 minutes à pied de la gare de Zermatt, terminus de la ligne Brig-Visp-Zermatt de la Matterhorn-Gotthard Bahn.
- Gornergrat - Riffelberg

Ce sous-domaine est également accessible par le train à crémaillère du Gornergrat Bahn, dont la gare de départ se situe à proximité de la gare de Zermatt. La montée jusqu'à Riffelberg puis Gornergrat (3 089 m) dure 29 minutes.
Entre les sous-domaines de Gornergrat et de Rothorn, une vaste zone de freeride, dont des zones de tranquillité pour la faune à éviter, est accessible grâce au téléphérique du Hohtälli (3 286 m) et au téléski du Stockhorn (3 405 m) (téléski fermé depuis quelques années). Ce téléphérique compte le pylône le plus haut de Suisse (94 m). Le téléphérique reliant Hohtälli à la Rote Nase (3 247 m) est désormais définitivement fermé, aucun remplacement n'étant prévu (téléphérique constaté rouvert en 2018). Le versant sud du Blauherd, sommet d'arrivée de plusieurs télécabines dont une venant de Gant, est une zone de tranquillité pour la faune, en conséquence, il est recommandé de ne pas sortir de la piste et de ne pas y pratiquer de freeride.
Ce sous-domaine est relié depuis 2006 au sous-domaine du Petit Cervin au niveau de Furi (1 864 m), ce qui permet désormais de définir le domaine de Zermatt en tant que domaine relié « skis-aux-pieds ».
- Matterhorn Glacier - Schwarzsee

Une télécabine en quatre parties relie en 25 minutes une extrémité de Zermatt à Furi, puis à Schwarzsee, reperd brièvement de l'altitude pour enfin atteindre Trockener Steg (2 939 m). De là part le téléphérique du Matterhorn glacier paradise, qui rejoint le Petit Cervin (3 883 m) et le sommet du domaine skiable. La plus haute tour d'observation d'Europe s'y situe. La redescente jusqu'à Zermatt est permise par plusieurs pistes d'une longueur totale de 21 km et sur un dénivelé de 2 279 m. Le domaine de ski d'été — le plus vaste et le plus élevé d'Europe — est aménagé sur les hauteurs de ce sous-domaine, et desservi par cinq téléskis et un télésiège. Gandegg est, avec 3 899 m, le plus long téléski au monde. Toutefois le domaine d'été ouvre totalement uniquement à partir de juillet, avec un maximum de 20 km de pistes. La plus longue piste atteint 7 km. Dans l'inter-saison en mai et juin, seules deux pistes au maximum sont ouvertes. Le télésiège 6-places débrayable Furggsattel (de) est le premier de ce genre en Suisse à avoir ses pylônes directement ancrés sur la glace du glacier du Théodule.
Le domaine est relié aux stations italiennes de Breuil-Cervinia et Valtournenche depuis le sous-domaine du Petit Cervin au niveau du col de Saint-Théodule et de la Tête grise.
Destination exclusive, Zermatt propose en 2013 — pour CHF 75 — le forfait de ski journée le plus cher de Suisse, et aussi d'Europe.
En 2002 eut lieu la fusion de Sunnegga-Express AG, Rothornbahn AG et Matterhornbahnen AG, qui exploitaient différents secteurs, pour former Zermatt Bergbahnen AG et ainsi le plus important opérateur de remontées de Suisse.
L'altitude élevée du domaine, la température ambiante relativement fraîche liée aux nombreux glaciers environnants, mais aussi l'utilisation d'un étendu réseau d'enneigeurs permettent l'exploitation de la majorité des installations généralement jusque fin avril. La saison estivale — sur glacier — commence alors, permettant ainsi la pratique du ski tout au long de l'année.
La station offre aussi une piste de luge de 1 km de long.
Zone de tranquillité
Sur les onze zones de tranquillité que compte la commune de Zermatt, neuf sont accessibles depuis le domaine skiable. Il convient donc aux amateurs de hors-piste de se renseigner sur ces zones à éviter pour le bien, et la survie, de la faune.